# ایستگاه قطار شهری خیام
ایستگاه قطار شهری خیام سیزدهمین ایستگاه‌ خط ۱ قطار شهری مشهد است که در بلوار ملک‌آباد، سه راه خیام قرار دارد.
ساعت کاری مترو مشهد از ۰۶ تا ۲۲ می‌باشد
برای رفاه حال شهروندان ایستگاه های مترو مجهز به دستگاه خود پرداز و دستگاه شارژ من کارت شده اند، دستگاه خود پرداز این ایستگاه در محل ورودی به سمت وکیل آباد قرار دارد.